# Schwirle

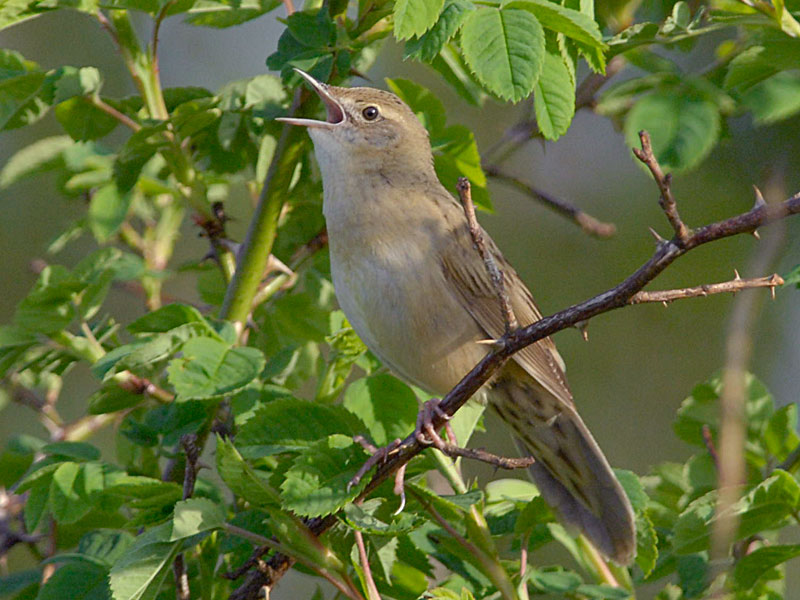
Bei diesem Feldschwirl sind der gestufte Schwanz und die verlängerten Unterschwanzdecken gut zu erkennen.

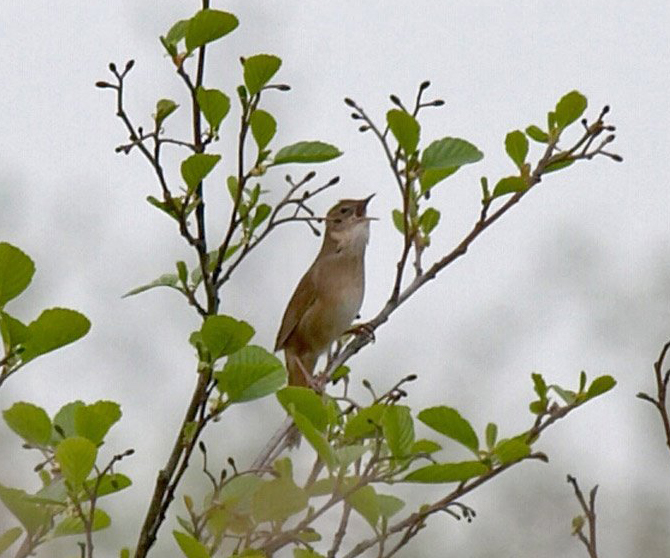
Der recht einfarbige Rohrschwirl erinnert auf den ersten Blick an einen Rohrsänger

Die Schwirle (Locustella) sind eine Vogelgattung kleiner bis mittelgroßer Singvögel aus der Familie der Grassänger (Locustellidae), deren Brutverbreitung in der Paläarktis und in Ostasien liegt. Früher wurden sie den Grasmückenartigen zugeordnet. Die meist braun oder grau gefärbten Vögel besiedeln vor allem Röhrichte, Sumpf- und Grasland. Schwirle ernähren sich von Insekten. Charakteristisch ist der ausdauernde Gesang einiger Arten, der dem Gesang von Insekten sehr ähnlich ist. Die Arten der gemäßigten Breiten sind Zugvögel und überwintern in den Tropen.

## Merkmale
Die Schwirle sind kleine bis mittelgroße Singvögel mit vorwiegend bräunlichem oder grauem Gefieder. Einige Arten sind ungezeichnet, andere oberseits gestrichelt bis gestreift. Im Unterschied zu den gestreiften Rohrsängerarten zeigt der Kopf keine auffällige Scheitelzeichnung, sondern allenfalls einen hellen Überaugenstreif. Ein Geschlechtsdimorphismus besteht nicht.
Der Schwanz ist keilförmig und stark gestuft. Die Unterschwanzdecken sind verlängert, so dass die längsten länger sind als die äußeren Steuerfedern. An den beiden außenliegenden Handschwingen sind die Schäfte oft stark nach innen gebogen. Der schmale Schnabel zeigt keine oder nur sehr schwach ausgeprägte Borsten in den Mundwinkeln.

## Stimme
Bei den drei europäisch verbreiteten Arten sowie dem Strichelschwirl ist der Gesang ein typisches, lang anhaltendes Schwirren unterschiedlicher Tonlage (Hörbeispiel Feldschwirl), das an Heuschrecken oder Singzikaden erinnert und beim Schlagschwirl eine rhythmische Ausprägung zeigt. Die Gesänge der übrigen Arten weichen davon stark ab. So ist der des ostasiatisch verbreiteten Riesenschwirls (Hörbeispiel) ein nachtigallenähnlicher Schlag, der der Streifenschwirls (Hörbeispiel) teils rohrsängerähnlich. Manche Arten zeigen einen Singflug, alle drehen den Kopf beim Singen hin und her.

## Arten
Die Gattung umfasst gegenwärtig 26 bis 27 Arten. Die in Vietnam vorkommende Form Locustella idonea wurde 2015 vom Mandellischwirl abgespalten. Dies wird zwar von der IOC-Checklist akzeptiert, jedoch nicht von der HBW-Checklist (inklusive IUCN und BirdLife International), da keine Museumsexemplare zur Verifizierung des Artstatus vorhanden waren. 2020 wurde mit dem Taliabuschwirl (Locustella portenta) eine neue Art beschrieben.
- Borneoschwirl (Locustella accentor) (Syn.: Bradypterus accentor)
- Taiwanschwirl (Locustella alishanensis) (Syn.: Bradypterus alishanensis)
- Graubrustschwirl (Locustella alfredi) (Syn.: Bradypterus alfredi)
- Sachalinschwirl (Locustella amnicola)
- Waldschwirl (Locustella castanea) (Syn.: Bradypterus castaneus)
- Langschwanzschwirl (Locustella caudata) (Syn.: Bradypterus caudatus)
- Streifenschwirl (Locustella certhiola)
- Sichuanschwirl (Locustella chengi)
- Davidschwirl (Locustella davidi) (Syn.: Bradypterus davidi)
- Riesenschwirl (Locustella fasciolata)
- Schlagschwirl (Locustella fluviatilis)
- Vietnamschwirl (Locustella idonea) (2015 von Alström et al. von Locustella mandelli abgespalten[5])
- Himalajaschwirl (Locustella kashmirensis) (Syn.: Bradypterus kashmirensis; wurde 2008 von Alström et al. von Bradypterus thoracicus (heute Locustella thoracica) abgespalten[6])
- Strichelschwirl (Locustella lanceolata)
- Rohrschwirl (Locustella luscinioides)
- Hodgsonschwirl (Locustella luteoventris) (Syn.: Bradypterus luteoventris)
- Kashmirschwirl (Locustella major) (Syn.: Bradypterus major)
- Mandellschwirl (Locustella mandelli) (Syn.: Bradypterus mandelli)
- Javaschwirl (Locustella montis) (Syn.: Bradypterus montis, Bradypterus seebohmi montis)
- Feldschwirl (Locustella naevia)
- Middendorffschwirl (Locustella ochotensis)
- Pleskeschwirl (Locustella pleskei)
- Taliabuschwirl (Locustella portenta)
- Riedschwirl (Locustella pryeri) (Syn.: Megalurus pryeri)
- Luzonschwirl (Locustella seebohmi) (Syn.: Bradypterus seebohmi, Bradypterus mandelli seebohmi)
- Taczanowskischwirl (Locustella tacsanowskia) (Syn.: Bradypterus tacsanowskius)
- Fleckenschwirl (Locustella thoracica) (Syn.: Bradypterus thoracicus)

## Belege